# Friedrich Wilhelm Bergmann
Friedrich Wilhelm (eller Frédéric-Guillaume) Bergmann, född den 9 februari 1812 i Strassburg, död där den 14 november 1887, var en tysk språkforskare.  
Bergmann bedrev sina första studier vid hemstadens gymnasium och akademi samt förvärvade där 1834 sin grad som bachelier en théologie. Sedan han någon tid studerat sanskrit och fornarabiska i Göttingen och Berlin, kom han 1836 till Paris, där han i två år studerade arabiska, etiopiska och zend under Silvestre de Sacy och Eugène Burnouf. På den senares uppmaning ägnade han sig åt studiet av de nordiska språken och deras litteratur, på vilket område han utvecklade en mycket omfångsrik författareverksamhet. År 1839 blev han docteur-ès-lettres och 1840 professor i utländsk literatur vid la faculté des lettre i Strassburg, där han under de följande åren höll föreläsningar bland annat över nordisk litteratur. När Elsass genom freden i Frankfurt 1871 övergått till Tyskland och fakulteten i Strassburg utvidgats till ett fullständigt universitet, anställdes Bergmann 1872 vid detta som ordinarie professor, i vilken egenskap han var verksam till sin död. Bergmann var medlem av flera lärda samfund, bland annat "Det Nordiske Oldskriftselskab" i Köpenhamn. Utöver flera arbeten på den forngermanska och semitiska arkeologins och filologins områden samt rörande Dantes personlighet och verk – Dante et sa comédie (1863), Dante, sa vie et ses oeuvres (1866), Les prétendues maîtresses de Dante (1869) med flera – utgav han kritiska undersökningar, kommentarer och översättningar av en stor mängd fornnordiska litteraturalster, varibland särskilt må nämnas Eddadikterna: Poëmes islandais (Völuspâ, Vafthrudnismâl, Lokasenna) 1838, Les chants de Sol (Sôlarliôd) 1858, La fascination de Gulfi (Gylfaginning) andra upplagan 1871, Le message de Skirnir et les dits de Grimnir (Skirnisför, Grimnismâl) 1871, Das Graubartslied (Harbardsliôd) 1872, Vielgewandts Sprüche und Grôas Zaubersang (Fiölsvinnsmâl, Grougaldr) 1874, Weggewohntslied (Vegtams kvida), Der Odinsraben Orakelsang (Hrafnagaldr Odins) und der Seherin Voraussicht (Völuspâ) 1875, Rigs Sprüche (Rîgs mâl) und das Hyndla-Lied (Hyndlu liôd) 1876.